# سفارت سوئد در مسکو
سفارت سوئد در مسکو (به لاتین: Embassy of Sweden) یک سفارت در روسیه است که در مسکو واقع شده‌است.